# Cecilia Malmström
Anna Cecilia Malmström (Estocolm, 15 de maig de 1968) és una política sueca, que ha ocupat el càrrec de Comissària de Comerç a la Comissió Europea des de l'1 de novembre de 2014 fins al 30 de novembre de 2019.
Cecilia Malmström va néixer a Estocolm, i va créixer a Göteborg i França. És doctora en Ciències Polítiques per la Universitat de Göteborg, i fou professora titular d'aquesta universitat (1998-1999). Parla suec, anglès, castellà i francès de forma fluida i també una mica d'alemany i italià. Resideix actualment a Göteborg amb la seva família.
És membre del Partit Popular Liberal, que forma part de l'Aliança dels Demòcrates i Liberals per Europa, i n'ha estat la vicepresidenta entre els anys 2007 i 2010.
Abans d'ocupar el càrrec de la Comissió Europea, havia estat membre del Consell Regional de Västra Götaland (1998-2001), i havia ocupat càrrecs a nivell local a l'ajuntament de Göteborg, com el de vicepresidenta del Comitè Municipal d'Inmigració (1994-1998) i assessora tècnica al Göteborg City Court (1991-1994). Després fou eurodiputada entre 1999 i 2006 i Ministra d'Assumptes Europeus del Govern suec, entre 2006 i 2010.
Quan era diputada del Parlament Europeu, era membre de la Comissió d'Afers exteriors i membre substitut de la Comissió de Mercat Intern i Protecció del Consumidor. Durant el seu mandat com a diputada, va iniciar la campanya web [oneseat.eu], l'objectiu de la qual era que la seu permanent del Parlament Europeu fos a Brussel·les.
Cecilia Malmström dona suport a la integració de Suècia a l'euro. L'agost de 2007 va ser un dels polítics que donava suport a un nou referèndum sobre l'adopció de l'euro (el primer havia estat el 2003).